# Glyphoglossus smithi
Glyphoglossus smithi é uma espécie de anfíbio da família Microhylidae.
Pode ser encontrada nos seguintes países: Malásia, possivelmente Brunei e possivelmente em Indonésia.
Os seus habitats naturais são: florestas subtropicais ou tropicais húmidas de baixa altitude e marismas intermitentes de água doce.
Está ameaçada por perda de habitat.